# پولت گادرد
پولت گادرد (انگلیسی: Paulette Goddard؛ زادهٔ ۳ ژوئن ۱۹۱۰ – درگذشتهٔ ۲۳ آوریل ۱۹۹۰) بازیگر اهل ایالات متحده آمریکا بود. وی بین سال‌های ۱۹۲۶–۱۹۷۲ فعالیت می‌کرد. وی به مدت شش سال (۱۹۳۶–۱۹۴۲) همسر چارلی چاپلین بود.
از فیلم‌هایی که وی در آن نقش داشته‌است، می‌توان به بی‌تفاوت‌ها، گوی بلورین، عصر جدید، جای خواب، خاطرات یک خدمتکار، دیکتاتور بزرگ، دختر کولی، جلوی سحر را بگیرید و زحمت را کم کن اشاره کرد.